# Старая синагога (Катовице)
Старая Синагога в Катовице — синагога в польском городе Катовице, построенная в 1862 году, по проекту архитектора Игната Грюнфельда и разобранная, после продажи здания, в начале XX века.

## История

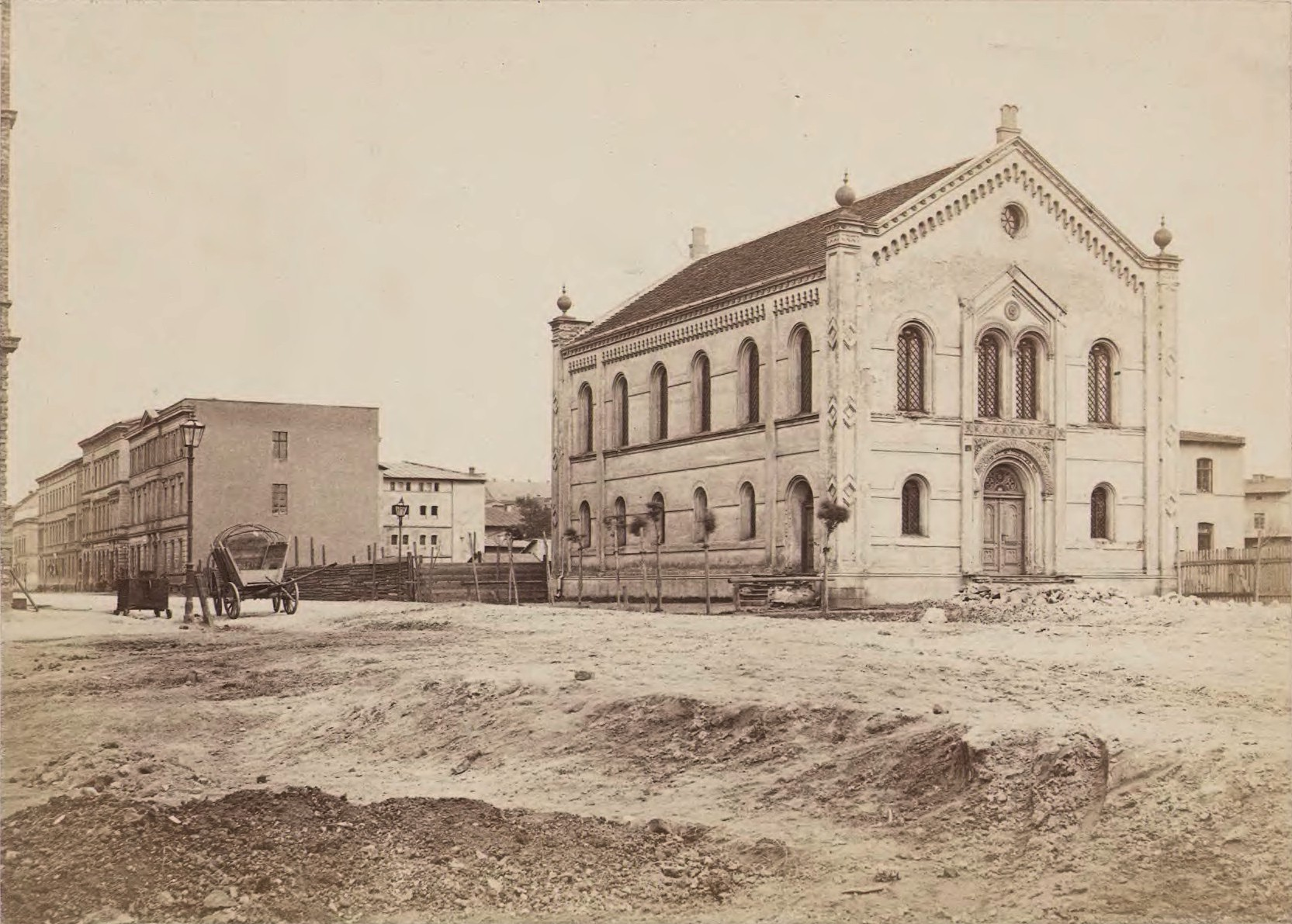
Старая синагога до реконструкции

Идея строительства первой синагоги в Катовице родилась в 60-е годы XIX века. В 1861 году евреи получили от администрации города в лице купеческого рода Тиеле-Винклеров (Tiele-Wincklerów (пол. Tiele-Wincklerów)) участок под строительство синагоги. В том же году еврейский архитектор и строитель Игнат Грюнфельд предоставил проект планируемого здания. Скорее всего, в качестве примера, архитектор взял за основу синагогу в немецком городе Вольфхаген.
Строительство синагоги было завершено в 1862 году. Открытие состоялось 4 сентября 1862 года торжественным вносом свитков тор, хранившихся до этого в доме раввина Соломона Гольдштейна. Главный зал мог вместить, в общей сложности, 320 человек: 200 мужчин в главном молитвенном зале и 120 в галерее для женщин. Через 10 лет площади синагоги стало не хватать и в 1882—1883 годах здание было перестроено. В результате здание с западной стороны увеличилось, получило новые формы. Также появился дополнительный купол. Таким образом, вместимость повысилась на 200 мест.
В 1900 году в Катовице, силами и средствами представителей реформистского иудаизма была построена новая Большая синагога.
Вскоре старая синагога была продана некоему Павлу Францзохову, который её разобрал и на её месте был возведён доходный дом в польском стиле «каменица» (то есть плотно стоящие встык жилые (кроме первого этажа, который сдаётся под магазины и пр.) здания в несколько этажей, предназначенные для сдачи внаём).

## Архитектура
Каменное двухэтажное здание синагоги было построено прямоугольной формы, в неороманском стиле, украшено аркадами на боковых фасадах. Характерными элементами синагоги были угловые пилястры.
Внутри, в западной части, находилась прихожая, которая переходила в главный молитвенный зал, окружённый с трёх сторон галереями для женщин. Главный зал был украшен в мавританском стиле.